# Pena capitale nell'ebraismo
La tradizione ebraica e la Halakhah  descrivono certe forme di punizione corporale e di pena capitale per certi crimini particolari, allo stesso tempo cautelando sull'uso di tali punizioni.

## Pena capitale nelle fonti classiche
La severità della pena di morte indicava la gravità del reato. I filosofi ebrei sostengono che lo scopo della punizione corporale doveva servire come ammonimento alla comunità sulla natura severa di alcuni atti. Ecco perché, nella Legge ebraica, la pena di morte è più un principio che una pratica. I numerosi riferimenti alla pena di morte nella Torah sottolineano la gravità del peccato piuttosto che la stessa condanna a morte. Ciò viene affermato dagli standard di prova richiesti per l'applicazione della pena capitale, che sono sempre stati estremamente rigorosi (Talmud babilonese Makkot 7b). Poiché gli standard di prova sono sempre stati così alti, era quasi impossibile per infliggere la pena di morte. La  Mishnah (Trattato Makkot 1:10) definisce le opinioni di alcuni eminenti rabbini del I secolo sul tema:
Un Sinedrio che mette a morte un uomo una volta in sette anni viene chiamato distruttivo. Rabbi Eleazar ben Azariah dice che questo si applica anche ad un Sinedrio che mette a morte un uomo una volta in 70 anni. Rabbi Akiva e Rabbi Tarfon dicono: Se ci fossimo stati noi nel Sinedrio, nessuno sarebbe mai stato condannato a morte.

Secondo il Talmud, quaranta anni prima la distruzione del Tempio di Gerusalemme nel 70 e.v. – e quindi nel 30 e.v. –  il Sinedrio effettivamente abolì la pena capitale.
Il rinomato filosofo, medico e giurista del XII secolo, Maimonide affermava che "è meglio e più soddisfacente assolvere mille persone colpevoli piuttosto che condannare a morte un innocente". Maimonide asseriva che giustiziare un imputato avendo meno di una certezza assoluta porterebbe ad una china scivolosa di diminuzione del peso della prova, fino a quando si condannerebbe soltanto "secondo i capricci del giudice." Maimonide era preoccupato della necessità di proteggere la Legge nella percezione pubblica, per preservare la sua maestosità e mantenerla nel rispetto e stima del popolo.

### Limitazioni delle prove nei casi capitali
- Due testimoni erano necessari. L'accettabilità era limitata a:
  - Uomini ebrei adulti stimati per aver rispettato i comandamenti, che conoscessero la legge scritta ed orale, avessero professioni legittime;
  - I testimoni dovevano esser presenti e vedersi entrambi al momento del peccato;
  - I testimoni dovevano esser capaci di parlare chiaramente, senza impedimenti di pronuncia o deficienze di udito (per garantire che la segnalazione e la risposta fossero fatte);
  - I testimoni non dovevano essere imparentati tra di loro o con l'imputato.
- I testimoni dovevano essere in vista di entrambi ed entrambi dare l'ammonimento (hatra'ah) alla persona che il peccato che stava per commettere era un reato capitale;
- Questo ammonimento doveva essere pronunciato entro pochi secondi dalla commissione del peccato (nel tempo necessario a dire: "Pace a te, mio Rabbi e mio Maestro");
- Nello stesso lasso di tempo, la persona che stava per peccare doveva:
  - Rispondere di sapere quale punizione comportasse tale peccato, ma che avrebbe comunque peccato;
E
  - Iniziare a commettere il peccato/reato;
- Il Beth Din doveva esaminare ogni testimone separatamente; se anche in un solo punto l'evidenza era contraddittoria - anche in un dettaglio infinitamente minore, come il colore degli occhi - l'evidenza veniva considerata contraddittoria e non era ammessa;
- Il Beth Din doveva essere composto da un minimo di 23 giudici;
- La maggior parte non poteva essere una maggioranza semplice - la scissione nel verdetto che permetteva una condanna doveva essere almeno di 13-11 in favore della condanna;
- Se il Beth Din perveniva a verdetto unanime di "colpevole", l'imputato veniva rilasciato  - in base al concetto che se nessun giudice riusciva a trovare nulla a discarico dell'imputato, c'era qualcosa che non funzionava nel tribunale.[2]
- I testimoni venivano nominati dal tribunale come giustizieri.

Di conseguenza, nell'Ebraismo era quasi impossibile condannare qualcuno di reato capitale.

### Le quattro forme di pena capitale
Prima che qualsiasi condanna capitale venisse effettuata, al condannato era somministrato un farmaco per renderlo esanime. C'erano quattro tipi di pena capitale, noti come mitath beth din (esecuzione [ordinata] dal tribunale rabbinico). Questi quattro tipi di pena capitale, in ordine di decrescente gravità, erano:
- Sekila - lapidazione
  - Ciò era eseguito spingendo il condannato giù da un'altezza di almeno 2 piani. Se la persona non moriva, allora i giustizieri (i testimoni) usavano una roccia così grande e pesante che occorreva sollevarla in due; la roccia veniva gettata sulla persona condannata per schiacciarla.
- Serefah - rogo/fuoco
  - La pena veniva eseguita fondendo il piombo e versandolo nella gola della persona condannata.
- Hereg - decapitazione
  - pena nota anche come "passar di spada" (decapitare).
- Chenek - strangolamento
  - Una corda veniva avvolta intorno al collo del condannato e i giustizieri (i testimoni) tiravano ciascuno dal suo lato, strangolando così la persona.[4]

### Peccati capitali separati dalle quattro forme di pena
La seguente è una lista presentata da Maimonide nella sua opera Mishneh Torah (Hilchoth Sanhedrin Chapter 15) in merito a quali crimini imponessero la pena capitale:

#### Punizione perSekila(lapidazione)
- Rapporto sessuale tra un uomo e sua madre.
- Rapporto sessuale tra un uomo e la moglie di suo padre (non necessariamente sua madre).
- Rapporto sessuale tra un uomo e sua nuora.
- Rapporto sessuale con la moglie di un altro nella prima fase di matrimonio.
- Rapporto sessuale tra due uomini.
- Bestialismo.
- Profanazione del Nome di Dio a Suo Nome.
- Adorazione di idoli.
- Sacrificare la propria prole a Molech (sacrificio di infanti).
- Stregoneria necromantica.
- Stregoneria pitonica.
- Tentare di convincere un altro ad adorare idoli.
- Costringere una comunità ad adorare idoli.
- Stregoneria e sortilegio.
- Violare lo Sabbath.
- Maledire i propri genitori.
- Un figlio ribelle e testardo.[4]

#### Punizione perSerefah(fuoco)
- La figlia di un sacerdote che aveva completato la seconda fase di matrimonio, commetteva adulterio.
- Rapporto sessuale tra un uomo e sua figlia.
- Rapporto sessuale tra un uomo e la figlia di sua figlia.
- Rapporto sessuale tra un uomo e la figlia di suo figlio.
- Rapporto sessuale tra un uomo e la figlia di sua moglie (non necessariamente sua propria figlia).
- Rapporto sessuale tra un uomo e la figlia della figlia di sua moglie.
- Rapporto sessuale tra un uomo e la figlia del figlio di sua moglie.
- Rapporto sessuale tra un uomo e sua suocera.
- Rapporto sessuale tra un uomo e la madre di sua suocera.
- Rapporto sessuale tra un uomo e la madre di suo suocero.

#### Punizione perHereg(decapitazione)
- Omicidio illegittimo premeditato.
- Essere membro di una città depravata e corrotta.

#### Punizione perChenek(strangolamento)
- Commettere adulterio con la moglie di un altro uomo, quando non compreso tra i precedenti criteri.
- Ferire un genitore.
- Rapire un altro membro di Israele.
- Profetizzare falsamente.
- Profetizzare in nome di altre divinità.
- Un saggio che è colpevole di insubordinazione dinanzi alla Gran Corte della Camera della Pietra Intagliata[5]

## Punizione corporale nelle fonti classiche
In passato, nell'Ebraismo esisteva solo una forma di punizione corporale - la flagellazione (malkoth). Il numero massimo di sferzate permesse per ogni sentenza era 40, date in multipli di 3, in effetti risultanti in un massimo di 39. A parte come punizione per aver violato la legge della Torah, venivano somministrate malkuth mardus (sferzate di ribellione) in casi di oltraggio alla corte e violazione di legge rabbinica, dove il tribunale flagellava il trasgressore nella misura che riteneva opportuna.

## Opinioni contemporanee sulla pena capitale
I rabbini leader dell'Ebraismo riformato, Ebraismo conservatore e Ebraismo ortodosso tendono a ritenere che la pena di morte sia una corretta e giusta punizione in teoria, ma sostengono che in pratica non dovrebbe generalmente essere utilizzata (o non utilizzata affatto). In pratica l'applicazione di una tale punizione può essere effettuata solo da quella società il cui sistema giudiziario è quasi perfetto, una situazione che non esiste da molto tempo o non è mai esistita.
I tribunali rabbinici hanno rinunciato alla facoltà di infliggere qualsiasi punizione di tipo fisico/corporale, e tali punizioni sono rimandate al potere giudiziario del sistema legale della società civile. In ogni modo, la moderna istituzione della pena di morte viene opposta e contrastata dalle principali organizzazioni di tutte le correnti religiose ebraiche.